# هارالد أندرسون
هارالد أندرسون (بالسويدية: Harald Andersson)‏ (2 أبريل 1907 – 18 مايو 1985) هو ملاكم سويدي راحل، مثّل بلاده في الألعاب الأولمبية الصيفية 1936.

## روابط خارجية
هارالد أندرسون على موقع اللجنة الأولمبية الدولية (الإنجليزية)
- هارالد أندرسون على موقع أوليمبيديا (الإنجليزية)
- هارالد أندرسون على موقع اللجنة الأولمبية السويدية (السويدية)